# لسوتو در المپیک تابستانی ۱۹۸۸
کاروان المپیکی لسوتو یکی از کاروان‌های شرکت‌کننده در بازی‌های المپیک تابستانی ۱۹۸۸ بود. این دوره از بازی‌ها از ۱۷ سپتامبر تا ۲ اکتبر ۱۹۸۸ میلادی در شهر سئول،پایتخت کره جنوبی برگزار شد.

## شرکت‌کنندگان
فهرست زیر به کاروان لسوتو اشاره دارد.
| ورزش        | مردان | زنان | مجموع |
| ----------- | ----- | ---- | ----- |
| دو و میدانی | ۳     | ۰    | ۳     |
| بوکس        | ۳     | ۰    | ۳     |
| مجموع       | ۶     | ۰    | ۶     |